# IFX
IFX (англ. Interactive Financial Exchange — стандарт (спецификация) интерактивного обмена финансовой информацией, основанный на XML. Разработка и продвижение стандарта осуществляется в рамках Форума IFX (IFX Forum) — организации, в которую вошли представители различных финансовых институтов и поставщики финансовых и ИТ-услуг.
На данный момент IFX поддерживает следующие финансовые операции:
- выписки по банковским счетам;
- выписки по кредитным картам;
- переводы средств;
- потребительские платежи;
- платежи юридических лиц;
- выписки по брокерским операциям и взаимным фондам, включая историю транзакций, текущее состояние и балансы;
- выставление и оплата счетов.